# Käyrälampi (Kouvola)
Le Käyrälampi est un lac situé à Kouvola en Finlande,.

## Géographie
Le lac Käyrälampi a une superficie de 90 hectares, et mesure 1,1 kilomètre de long et 1,4 kilomètre de large.
Sa profondeur maximale est de 8,4 mètres et sa profondeur moyenne est de 2,8 mètres. 
Le volume du Käyrälampi est d'environ 2,5 millions de mètres cubes, soit 0,0025 kilomètre cube,.
L'étang est situé sous le versant nord du Salpausselkä, ses pentes y sont donc raides .
Les zones environnantes sont caractérisées par des alternances de collines morainiques et de terrains forestiers.

## Hydrographie
Le  fait partie du bassin de la Kymi.

## Galerie

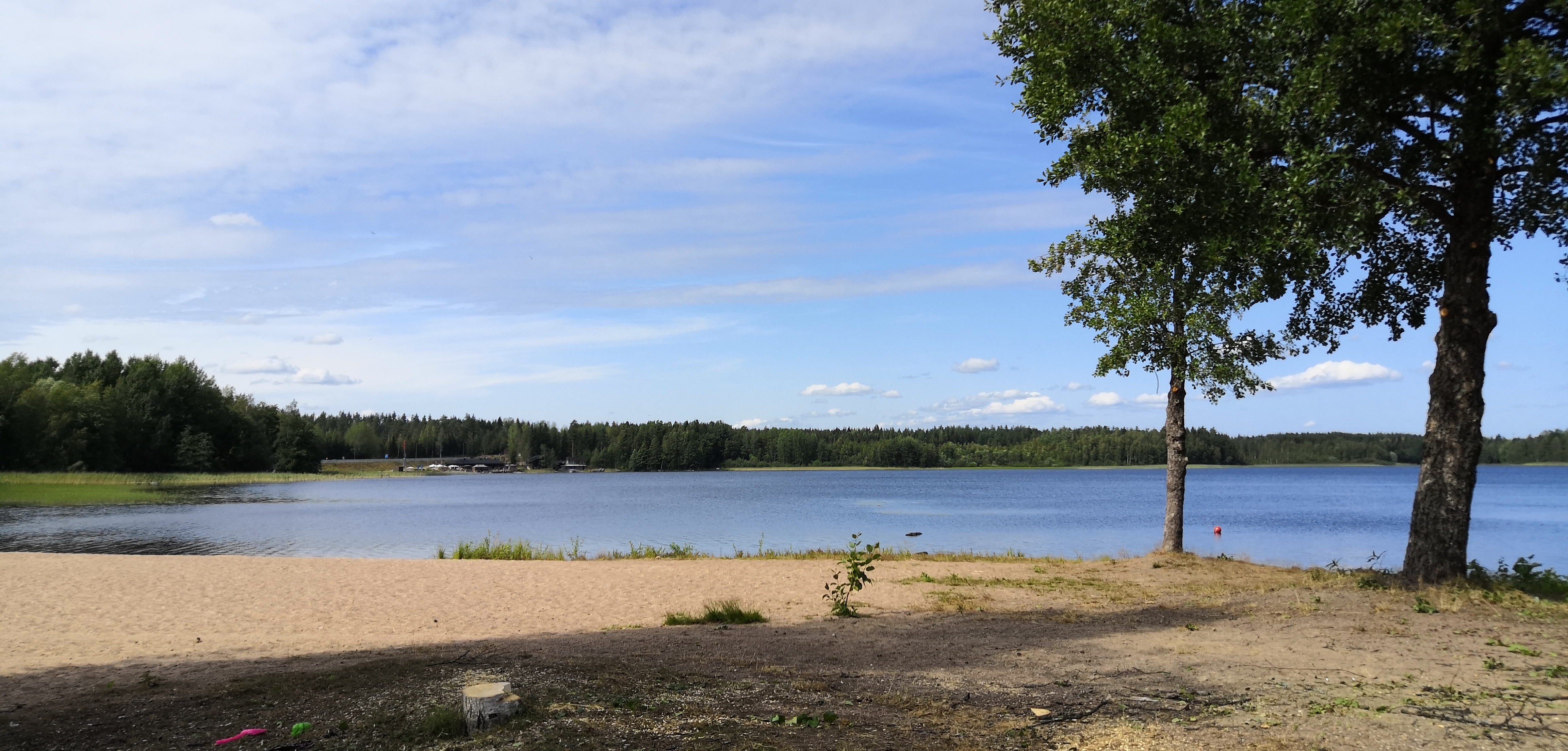
Le Käyrälampi en août 2019.

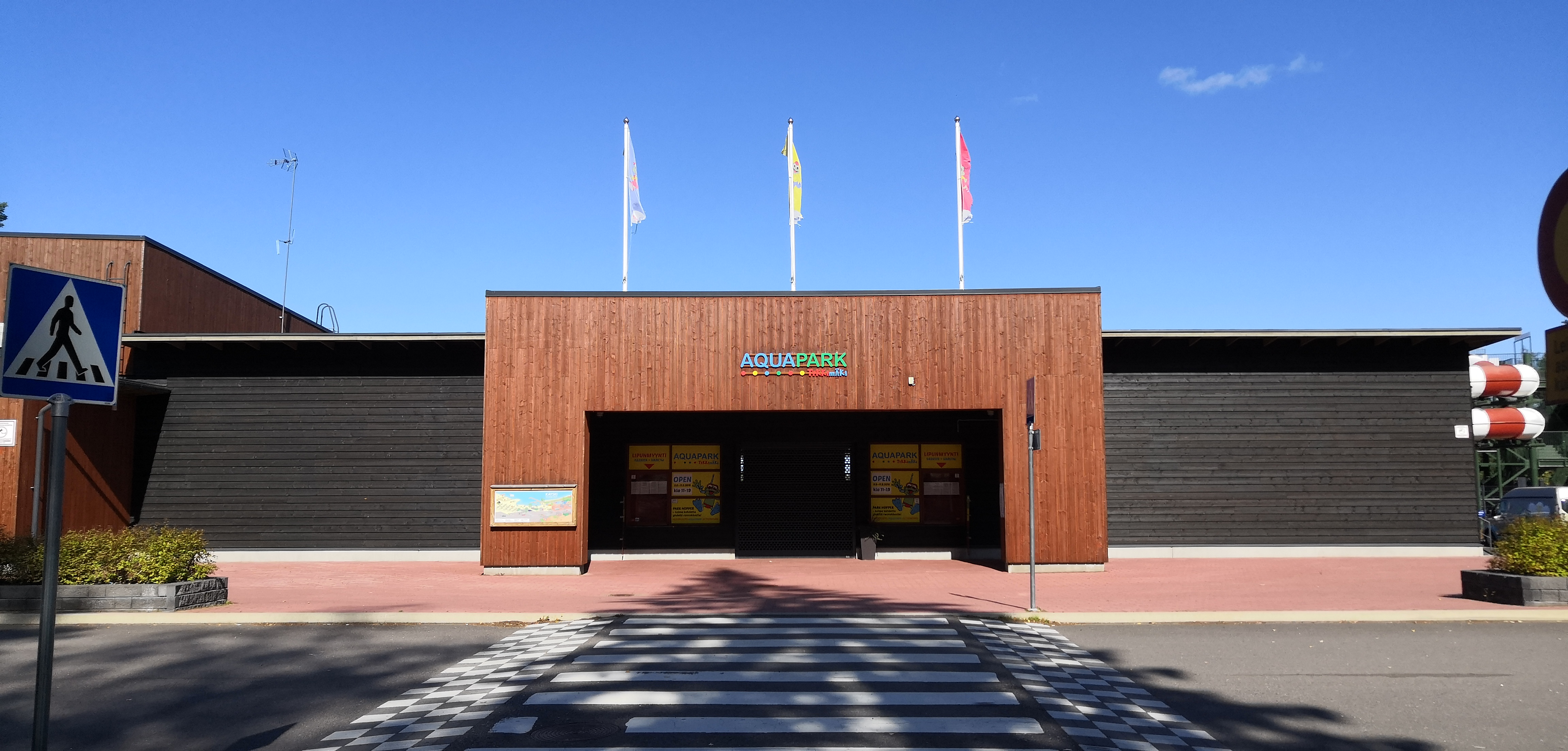
Aquapark de Tykkimäki.